# Шевченковский сельский совет (Скадовский район)
Шевченковский сельский совет (укр. Шевченківська сільська рада) — входит в состав
Скадовского района
Херсонской области
Украины.
Административный центр сельского совета находится в 
с. Шевченко
.

## История
- 1924 — дата образования.

## Населённые пункты совета
- с. Шевченко
- с. Малая Андроновка
- с. Петровка